# バヴェッテ
バヴェッテ(Bavette)は、パスタの一種である。タリアテッレよりも幅の細いリボン状の麺で、断面は平たいスパゲッティのようで、リングイネに似ている。イタリアのジェノアに起源を持ち、リグーリア州では最も典型的なパスタの形である pasta shape.。バヴェッテは、最も原始的なロングパスタの種類であると言われている。伝統的なペスト・アッラ・ジェノヴェーゼと合わせられることが多いが、野菜ともよく合う。